# Jennifer Montoya
Jennifer Montoya Betancourth (Pereira, 31 de enero de 1985) es una presentadora de noticias y periodista colombiana. Entre 2015 y 2017, presentó la última emisión de Noticias Caracol de miércoles a viernes, y también las de fin de semana y festivos. Es egresada de la Universidad Católica de Pereira, máster en Análisis Político y en Comunicación Periodística, Institucional y Empresarial de la Universidad Complutense de Madrid.

## Carrera
Presentó el programa Análisis mundial, de Cablenoticias, el cual creó y dirigió. En ese mismo canal, tuvo a su cargo la coordinación y presentación del Noticiero mundo. Luego, se desempeñó como directora editorial de la revista Crítica. Luego, trabajó como reportera de Cazanoticias, de Noticias RCN. Llegó a Noticias Caracol como reportera. Presentó la última edición de dicho noticiero de miércoles a viernes, y las del fin de semana y festivos, junto con Alejandra Giraldo. Igualmente, condujo y dirigió el programa Una mirada al mundo, de Caracol Internacional. En julio de 2017, viajó a Los Ángeles, California, para desempeñarse como presentadora principal de las emisiones de noticias de las 12 m. y 5 p. m. de KRCA 62 noticias, del canal hispanoestadounidense Estrella TV. A partir de marzo de 2018, pasó a ser la presentadora titular de Primera emisión, informativo de Estrella TV de alcance nacional, y de los segmentos noticiosos en el matutino Buenos días, familia. 
En septiembre de 2018, inició su etapa de presentación en el programa Café CNN, que se transmite por el canal CNN en Español.